# Michelle Randolph
Michelle Randolph (11 de septiembre de 1997) es una actriz estadounidense conocida por sus papeles como Elizabeth Strafford en 1923 y Ainsley Norris en Landman.

## Primeros años
Randolph nació el 11 de septiembre de 1997,  la mediana de tres hijos. Su hermana mayor, Cassie Randolph, es una personalidad televisiva que ganó la temporada 23 de The Bachelor. Randolph creció en Walnut Creek, California, antes de mudarse a Huntington Beach, California, a los 16 años. Se graduó de la Universidad Estatal de Arizona en 2023 con una licenciatura en Cine y Estudios de Medios.

## Carrera
Randolph firmó con Wilhelmina Models en 2016. Después de una serie de películas de bajo presupuesto, Randolph tuvo un papel destacado entre 2022 y 2025 como Elizabeth Stafford en la serie de Taylor Sheridan, 1923. En 2024 protagonizó Landman (otro programa creado por Sheridan) como Ainsley Norris, la hija del personaje de Billy Bob Thornton, Tommy Norris.

## Filmografía
| Cine | Cine          | Cine | Cine         |
| Año  | Título        | Rol  | Notas        |
| ---- | ------------- | ---- | ------------ |
| 2019 | 5 Years Apart | Brie |              |
| 2021 | The Resort    | Bree |              |
| 2024 | The Throwback | Shea |              |
| 2026 | Scream 7      | TBA  | En filmación |

| Televisión    | Televisión             | Televisión          | Televisión                      |
| Año           | Título                 | Rol                 | Notas                           |
| ------------- | ---------------------- | ------------------- | ------------------------------- |
| 2017          | House of the Witch     | Rachel              | Película para televisión        |
| 2018          | A Snow White Christmas | Blanca Snow         | Película para televisión        |
| 2022-2025     | 1923                   | Elizabeth Strafford | Elenco principal (15 episodios) |
| 2024–presente | Landman                | Ainsley Norris      | Elenco principal                |